# 船橋法典駅
船橋法典駅（ふなばしほうてんえき）は、千葉県船橋市藤原一丁目にある、東日本旅客鉄道（JR東日本）武蔵野線の駅である。駅番号はJM 11。

## 歴史

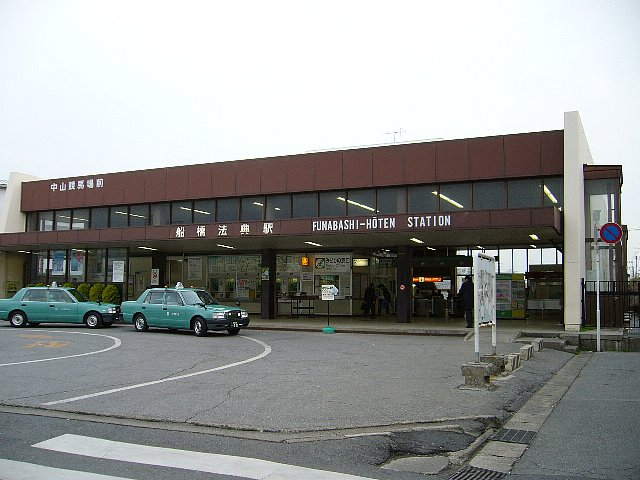
「中山競馬場前」の表記が残る駅舎（2006年4月）

- 1978年（昭和53年）10月2日：国鉄の駅として開業[2]。工事中の仮称は「北船橋駅」であった[3]。
- 1987年（昭和62年）4月1日：国鉄分割民営化に伴い、東日本旅客鉄道（JR東日本）の駅となる[2]。
- 1993年（平成5年）3月：みどりの窓口の営業を開始。
- 2001年（平成13年）11月18日：ICカード「Suica」の利用が可能となる[広報 1]。
- 2016年（平成28年）3月7日：みどりの窓口の営業を終了[4]。

## 駅構造
島式ホーム1面2線をもつ地上駅で、橋上駅舎を有している。台地に位置するため、掘割の上にホームがある。なお、ホームの一部はトンネル（第1藤原トンネル、第2藤原トンネル）となっており、地下にある。
「北船橋駅」として計画された当初は当駅での折り返し運転が想定されており、西船橋方面を島式とした国鉄型2面3線の配線で、市川大野方面に電留線を数本設ける事としていた。駅の堀割も2面3線を前提に設計されており、電留線の用地も駅北側に確保されていた。電留線予定地は保線車両用の基地に転用されている。
船橋営業統括センター（西船橋駅）管理の直営駅。2018年3月24日より、始発から午前6時30分までの間は遠隔対応（インターホン対応は新八柱駅が行う）のため改札係員は不在となり、一部の自動券売機のみ稼働している。
駅カラーは薄い黄緑色。

### のりば
| 番線 | 路線     | 方向 | 行先                 |
| ---- | -------- | ---- | -------------------- |
| 1    | 武蔵野線 | 上り | 新松戸・府中本町方面 |
| 2    | 武蔵野線 | 下り | 西船橋・東京方面     |

（出典：JR東日本:駅構内図）

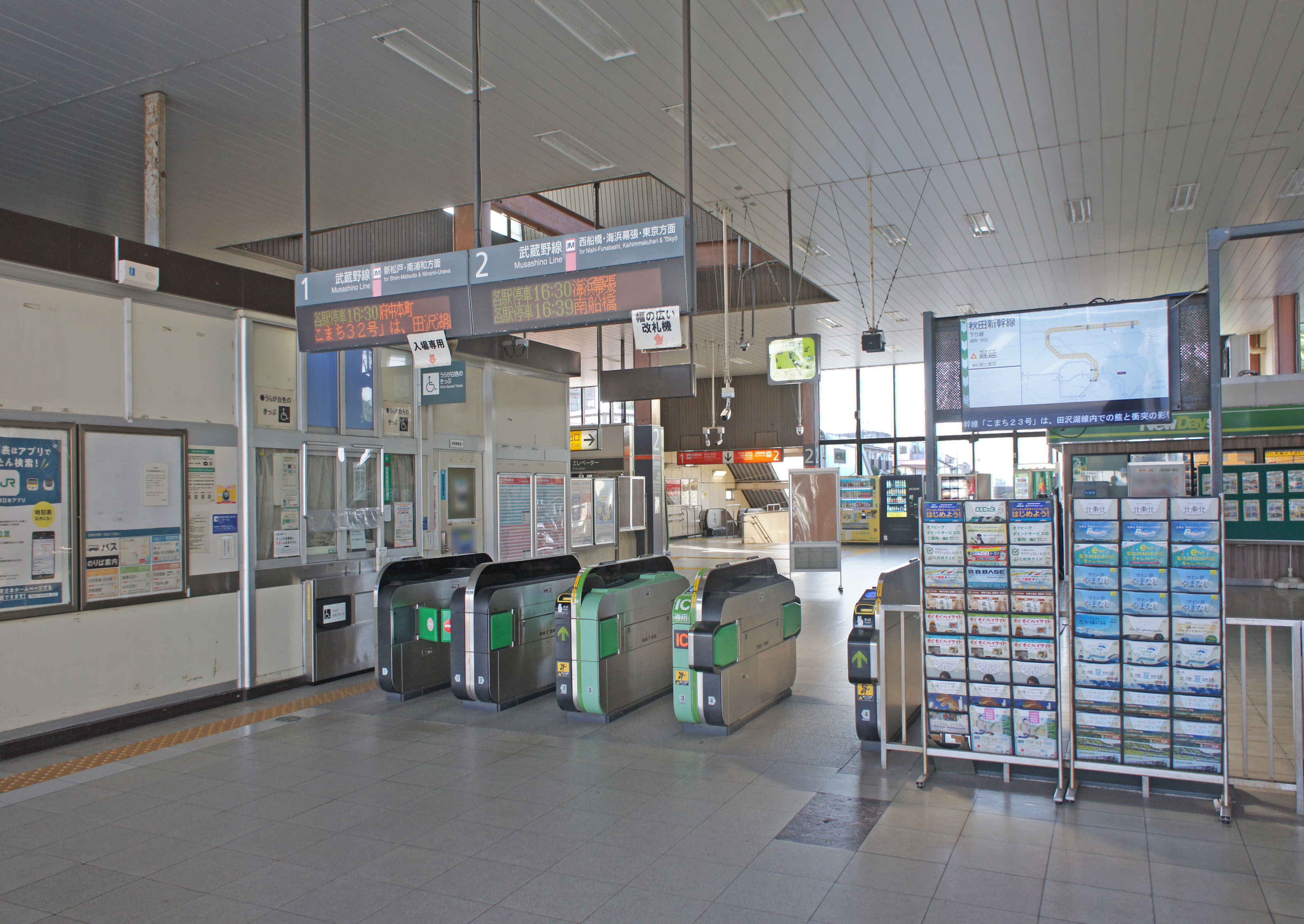
改札口（2022年7月）
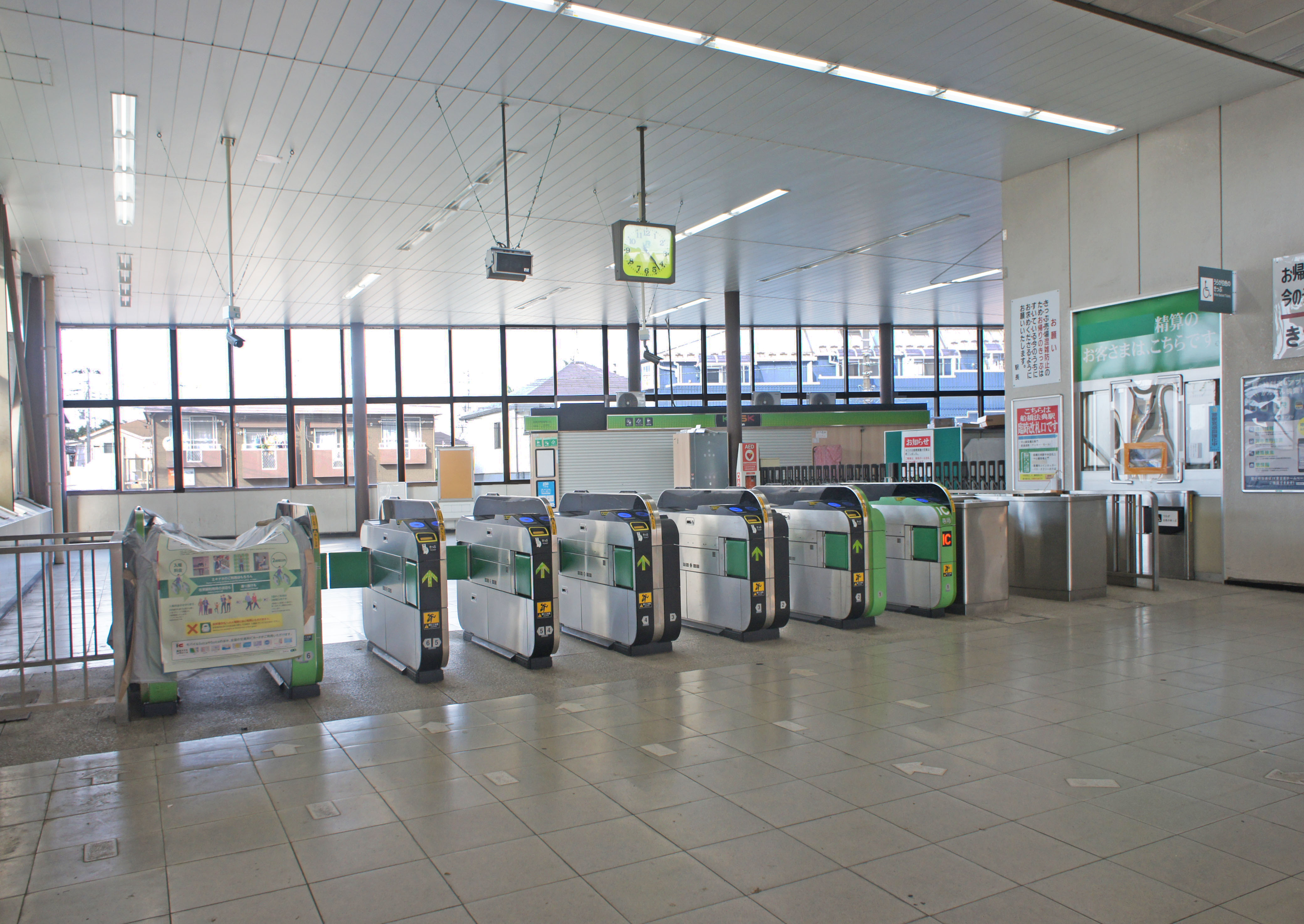
臨時口（中山競馬場口）改札口（2022年7月）
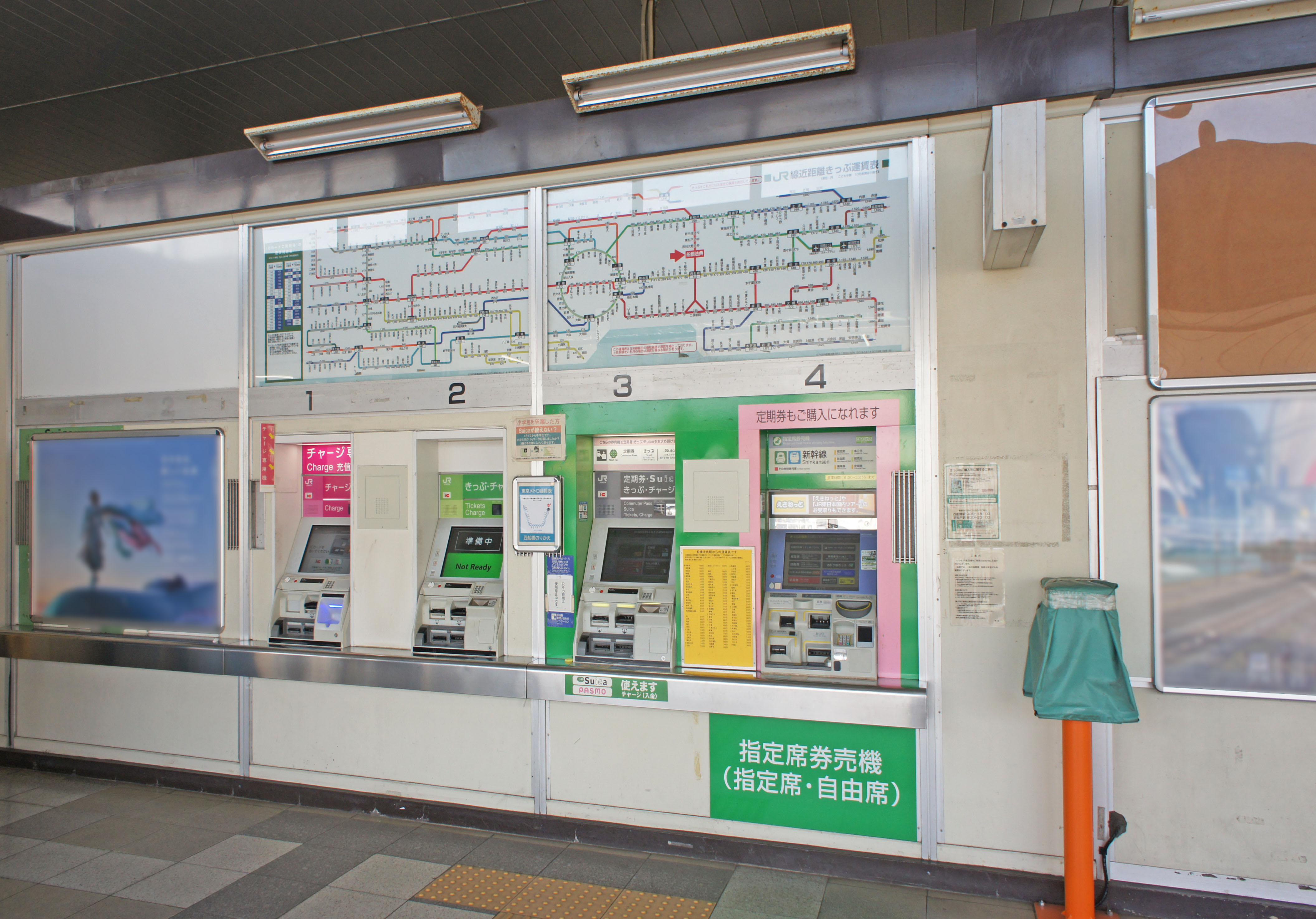
自動券売機（2022年7月）
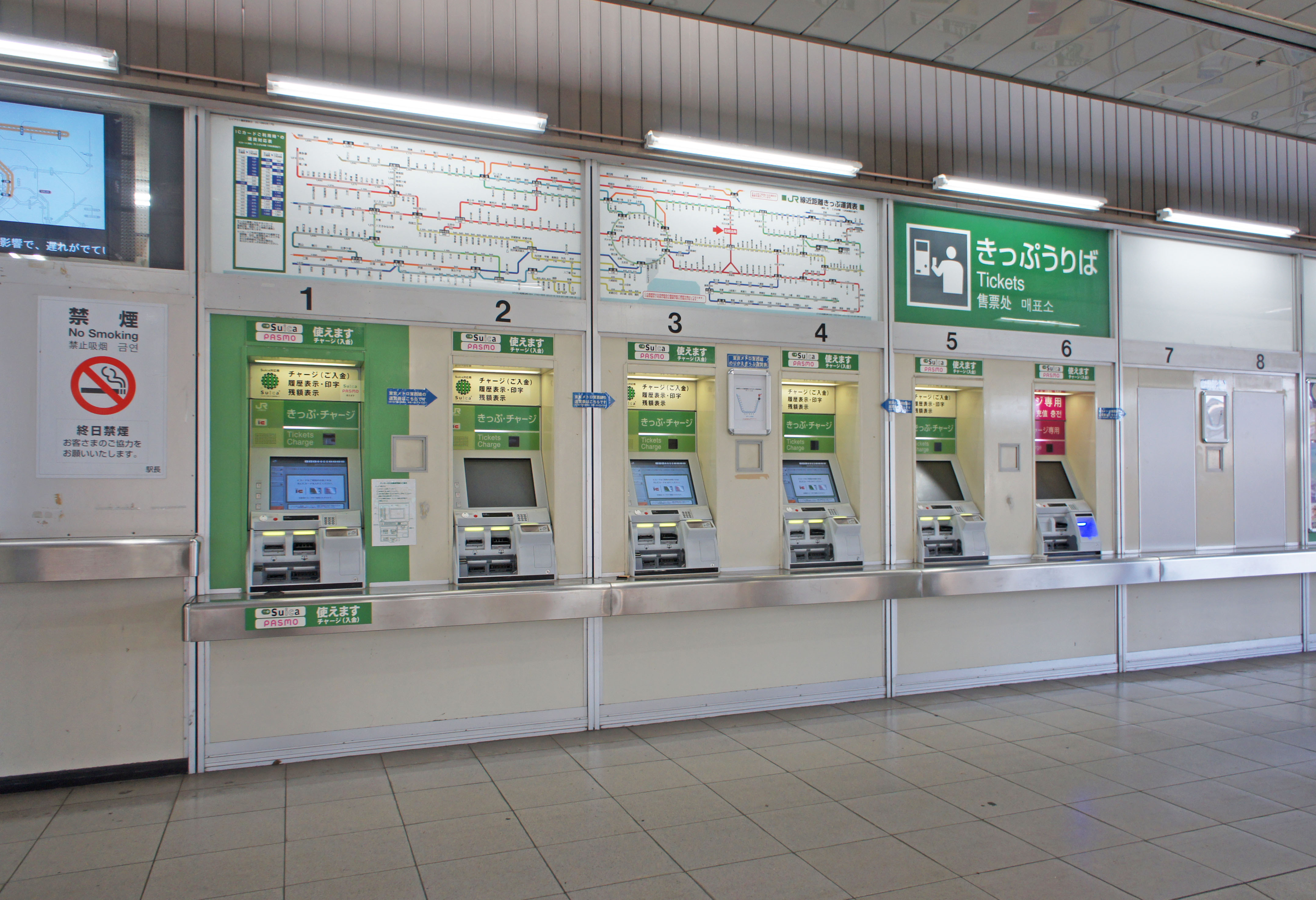
臨時口（中山競馬場口）にある自動券売機（2022年7月）
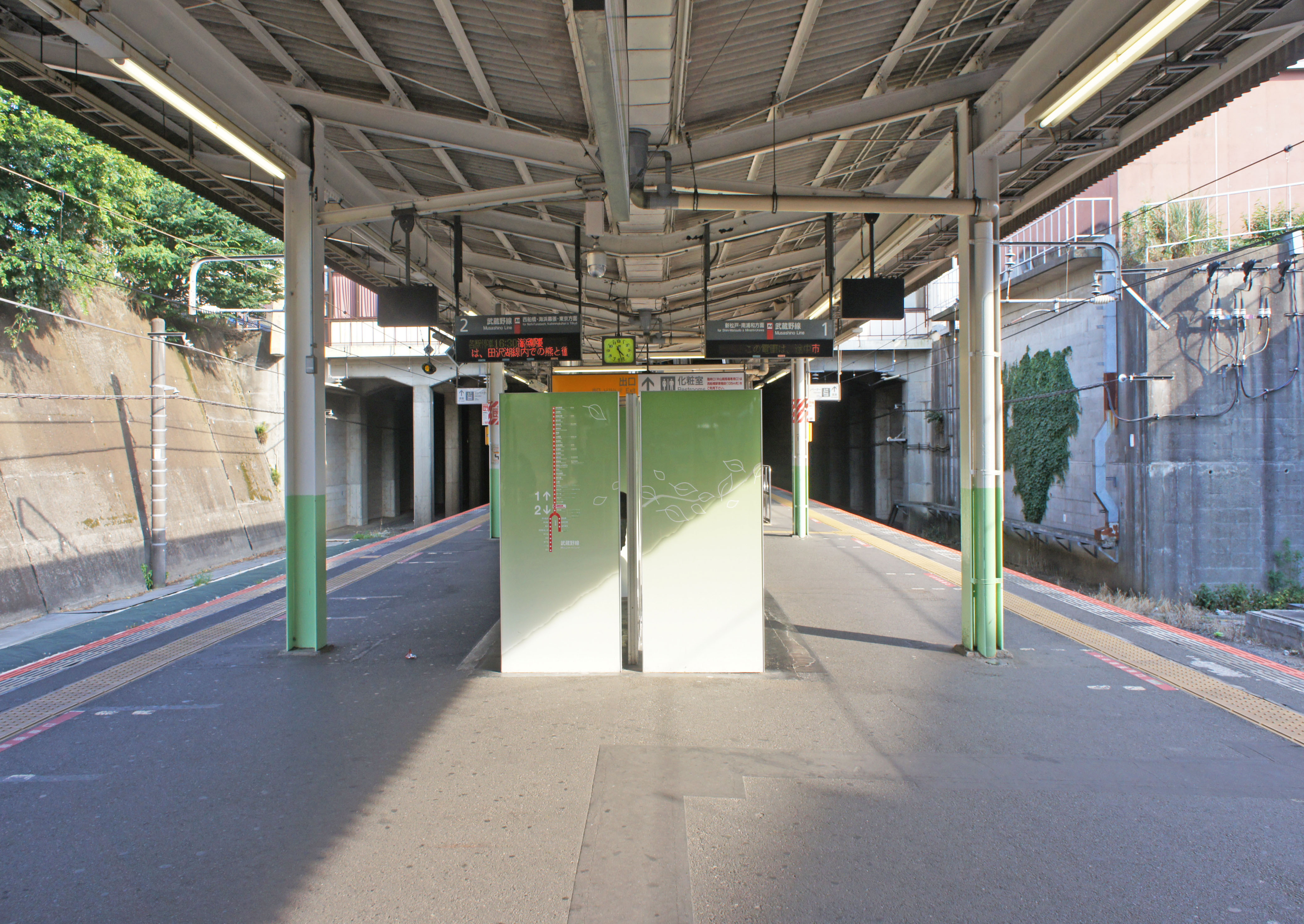
駅ホーム（2022年7月）
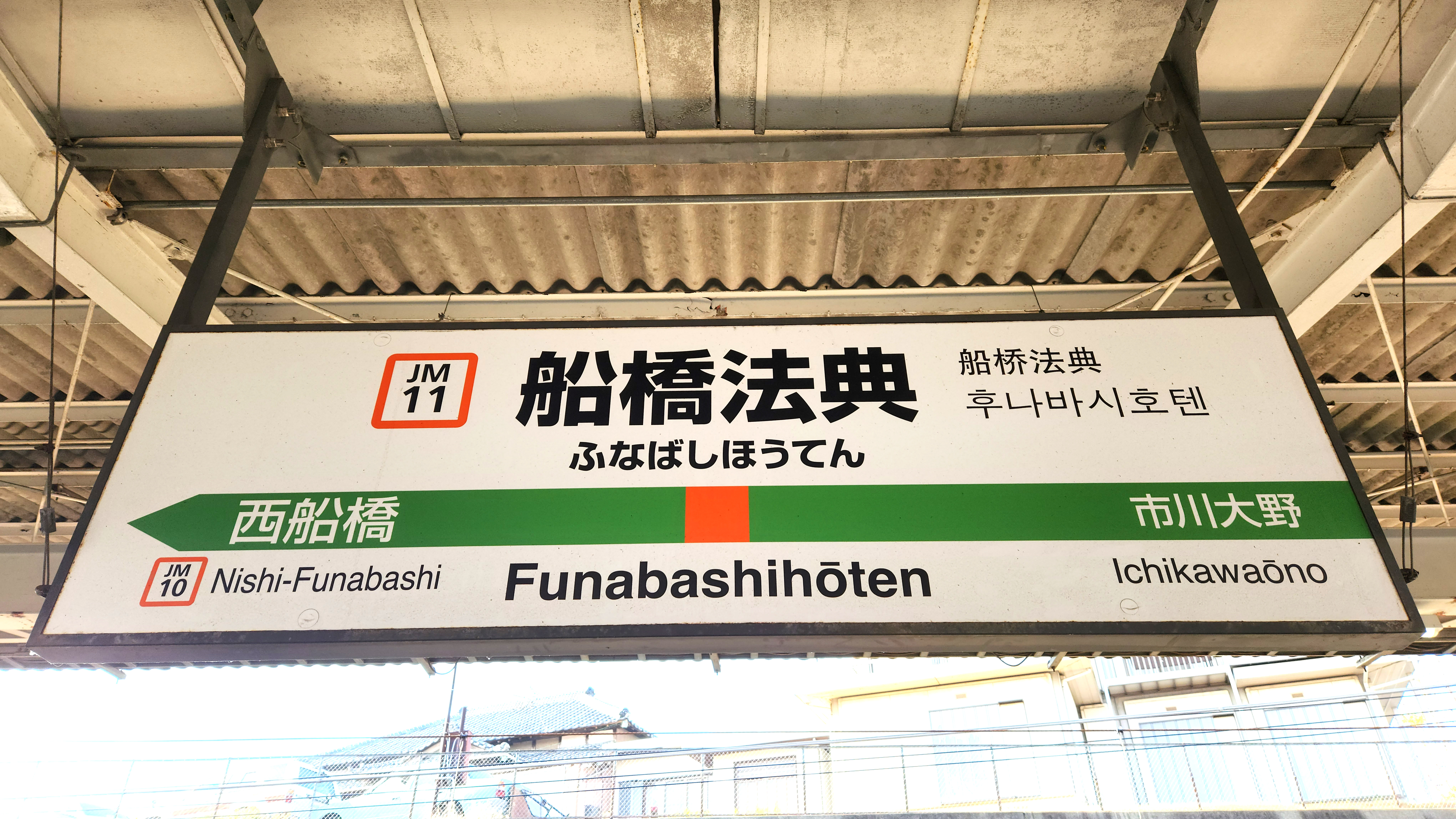
駅名標（2023年12月）

## 利用状況
2023年度（令和5年度）の1日平均乗車人員は17,306人である。武蔵野線内26駅中吉川駅に次いで17位。
京成本線東中山駅と並んで中山競馬場の最寄り駅であり、競馬開催日は非常に混雑する。
1990年度（平成2年度）以降の1日平均乗車人員の推移は下記の通り。
| 年度               | 1日平均 乗車人員 | 出典     |
| ------------------ | ---------------- | -------- |
| 1990年（平成02年） | 10,534           | [ * 1 ]  |
| 1991年（平成03年） | 11,520           | [ * 2 ]  |
| 1992年（平成04年） | 12,530           | [ * 3 ]  |
| 1993年（平成05年） | 14,073           | [ * 4 ]  |
| 1994年（平成06年） | 14,720           | [ * 5 ]  |
| 1995年（平成07年） | 14,963           | [ * 6 ]  |
| 1996年（平成08年） | 16,420           | [ * 7 ]  |
| 1997年（平成09年） | 15,418           | [ * 8 ]  |
| 1998年（平成10年） | 15,446           | [ * 9 ]  |
| 1999年（平成11年） | 15,367           | [ * 10 ] |
| 2000年（平成12年） | 15,719           | [ * 11 ] |
| 2001年（平成13年） | 15,309           | [ * 12 ] |
| 2002年（平成14年） | 15,642           | [ * 13 ] |
| 2003年（平成15年） | 15,274           | [ * 14 ] |
| 2004年（平成16年） | 15,255           | [ * 15 ] |
| 2005年（平成17年） | 15,427           | [ * 16 ] |
| 2006年（平成18年） | 15,983           | [ * 17 ] |
| 2007年（平成19年） | 16,463           | [ * 18 ] |
| 2008年（平成20年） | 17,084           | [ * 19 ] |
| 2009年（平成21年） | 17,042           | [ * 20 ] |
| 2010年（平成22年） | 16,736           | [ * 21 ] |
| 2011年（平成23年） | 16,860           | [ * 22 ] |
| 2012年（平成24年） | 17,367           | [ * 23 ] |
| 2013年（平成25年） | 17,706           | [ * 24 ] |
| 2014年（平成26年） | 17,561           | [ * 25 ] |
| 2015年（平成27年） | 18,222           | [ * 26 ] |
| 2016年（平成28年） | 18,541           | [ * 27 ] |
| 2017年（平成29年） | 19,012           | [ * 28 ] |
| 2018年（平成30年） | 19,159           | [ * 29 ] |
| 2019年（令和元年） | 18,815           | [ * 30 ] |
| 2020年（令和02年） | 13,576           |          |
| 2021年（令和03年） | 14,599           |          |
| 2022年（令和04年） | 16,244           |          |
| 2023年（令和05年） | 17,306           |          |

## 駅周辺

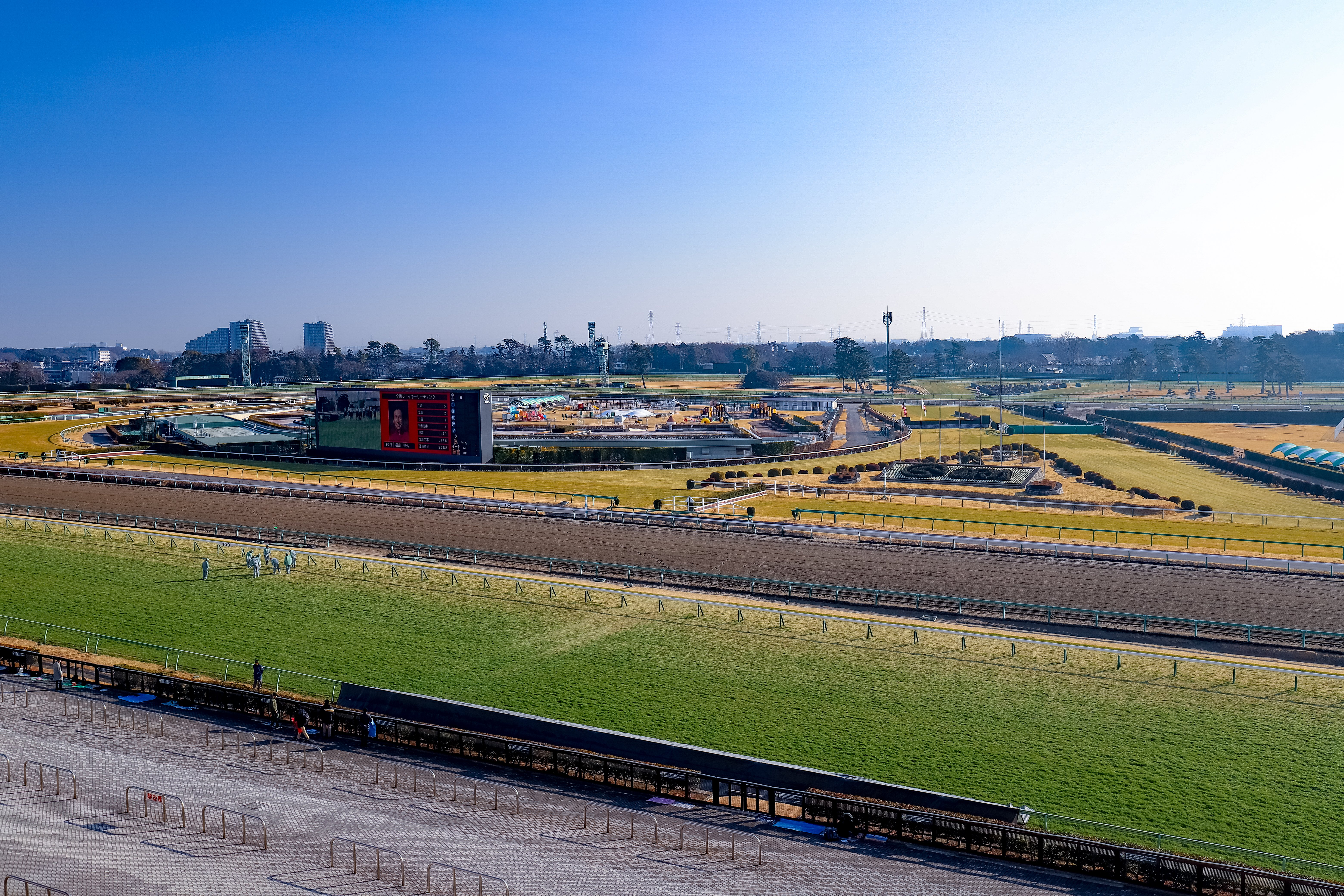
中山競馬場

当駅は中山競馬場の最寄り駅で、開催日もしくは場外発売日には専用改札口から専用の地下通路（ナッキーモール）を通って直接行けるようになっている。なお、駅名標も開業時から数年間「中山競馬場前」の副名称が表記されていた。駅周辺は宅地開発が盛んで、商業施設も徐々に増えている。
- 東武ストア 船橋法典店
- ワイズマート 船橋法典店
- 中山競馬場[5]
- 千葉県立市川東高等学校
- 千葉県立船橋法典高等学校
- 楽天地天然温泉法典の湯[5]（市川市柏井）
- 放駒部屋
- 船橋法典郵便局
- スギ薬局 船橋藤原店
- 姥山貝塚

## バス路線
元々は木下街道沿いに設置されていた京成バス市川営業所白井線の法典バス停のみであったが、1998年に同線はちばレインボーバスに移管された。その後、2006年に市川営業所中沢線（現在のファイターズタウン線）が船橋法典駅に乗り入れた際に新たに船橋法典駅バス停が設置された（両バス停はバス用の車止めで仕切られている）。一方、2005年から運行が開始された市川市コミュニティバスは駅前には入らずに東武ストア横に船橋法典駅入口バス停を設置、2009年のルート変更によって一部ルートが市川市コミュニティバスと重複することになった京成バス船橋営業所柏井線（後に京成バスシステムに移管）も船橋法典駅入口バス停を経由することとなった。
船橋法典駅
京成バス市川営業所が運行する路線バスが発着する。
- Fs11：ファイターズ鎌ケ谷スタジアム
- Fs12：市川営業所

法典
ちばレインボーバス白井車庫が運行する路線バスが発着する。
- 白井線：白井車庫 / 西船橋駅

船橋法典駅入口
駅から少し離れた場所に設置されている。京成バスシステムが運行する路線バス、市川市が運営し京成バスが運行受託しているコミュニティバスが発着する。
- 京成バスシステム
  - 中山01：保健医療福祉センター / 市営霊園 / 下総中山駅 / 西船橋駅
- 市川市コミュニティバス
  - 北東部ルート （往復ルートAルート）：松飛台駅 / 大野中央病院内

## 隣の駅
東日本旅客鉄道（JR東日本）
 武蔵野線
西船橋駅 (JM 10) - 船橋法典駅 (JM 11) - 市川大野駅 (JM 12)

### 記事本文

##### 広報資料・プレスリリースなど一次資料
1. ↑  “Suicaご利用可能エリアマップ（2001年11月18日当初）” (PDF).   東日本旅客鉄道. 2019年7月27日時点のオリジナルよりアーカイブ。2020年4月28日閲覧。

### 利用状況
1. ↑  千葉県統計年鑑 - 千葉県
2. ↑  船橋市統計書 - 船橋市

JR東日本の2000年度以降の乗車人員
1. ↑  各駅の乗車人員（2000年度） - JR東日本
2. ↑  各駅の乗車人員（2001年度） - JR東日本
3. ↑  各駅の乗車人員（2002年度） - JR東日本
4. ↑  各駅の乗車人員（2003年度） - JR東日本
5. ↑  各駅の乗車人員（2004年度） - JR東日本
6. ↑  各駅の乗車人員（2005年度） - JR東日本
7. ↑  各駅の乗車人員（2006年度） - JR東日本
8. ↑  各駅の乗車人員（2007年度） - JR東日本
9. ↑  各駅の乗車人員（2008年度） - JR東日本
10. ↑  各駅の乗車人員（2009年度） - JR東日本
11. ↑  各駅の乗車人員（2010年度） - JR東日本
12. ↑  各駅の乗車人員（2011年度） - JR東日本
13. ↑  各駅の乗車人員（2012年度） - JR東日本
14. ↑  各駅の乗車人員（2013年度） - JR東日本
15. ↑  各駅の乗車人員（2014年度） - JR東日本
16. ↑  各駅の乗車人員（2015年度） - JR東日本
17. ↑  各駅の乗車人員（2016年度） - JR東日本
18. ↑  各駅の乗車人員（2017年度） - JR東日本
19. ↑  各駅の乗車人員（2018年度） - JR東日本
20. ↑  各駅の乗車人員（2019年度） - JR東日本
21. ↑  各駅の乗車人員（2020年度） - JR東日本
22. ↑  各駅の乗車人員（2021年度） - JR東日本
23. ↑  各駅の乗車人員（2022年度） - JR東日本
24. ↑  各駅の乗車人員（2023年度） - JR東日本

千葉県統計年鑑
1. ↑  千葉県統計年鑑（平成3年）
2. ↑  千葉県統計年鑑（平成4年）
3. ↑  千葉県統計年鑑（平成5年）
4. ↑  千葉県統計年鑑（平成6年）
5. ↑  千葉県統計年鑑（平成7年）
6. ↑  千葉県統計年鑑（平成8年）
7. ↑  千葉県統計年鑑（平成9年）
8. ↑  千葉県統計年鑑（平成10年）
9. ↑  千葉県統計年鑑（平成11年）
10. ↑  千葉県統計年鑑（平成12年）
11. ↑  千葉県統計年鑑（平成13年）
12. ↑  千葉県統計年鑑（平成14年）
13. ↑  千葉県統計年鑑（平成15年）
14. ↑  千葉県統計年鑑（平成16年）
15. ↑  千葉県統計年鑑（平成17年）
16. ↑  千葉県統計年鑑（平成18年）
17. ↑  千葉県統計年鑑（平成19年）
18. ↑  千葉県統計年鑑（平成20年）
19. ↑  千葉県統計年鑑（平成21年）
20. ↑  千葉県統計年鑑（平成22年）
21. ↑  千葉県統計年鑑（平成23年）
22. ↑  千葉県統計年鑑（平成24年）
23. ↑  千葉県統計年鑑（平成25年）
24. ↑  千葉県統計年鑑（平成26年）
25. ↑  千葉県統計年鑑（平成27年）
26. ↑  千葉県統計年鑑（平成28年）
27. ↑  千葉県統計年鑑（平成29年）
28. ↑  千葉県統計年鑑（平成30年）
29. ↑  千葉県統計年鑑（令和元年）
30. ↑  千葉県統計年鑑（令和2年）